# Себа, Альберт
Альберт Себа (1665 — 1736) — нидерландский аптекарь нижненемецкого происхождения, натуралист и собиратель коллекций. С ранней юности он увлекался собиранием минералов, растений, раковин и других произведений природы. Это увлечение не покидало его всю жизнь, и именно оно и связало его имя с развитием зоологической систематики.

## Биография
Альберт Себа родился в семье фермера.
Школьные учителя видели способности мальчика и давали ему дополнительные уроки по латыни и естественным наукам.
По окончании местной школы, в 19 лет он поступил учеником в аптекарскую лавку Абрахама Крамера, находящуюся в Нейштадт-Годене (нем. Neustadtgödens). Позднее переехал в Амстердам, где поступил в ученики к фармацевту Николаю Эрдвину Думбсторфу. Сменив ещё несколько учителей в разных городах Голландии, он возвратился в Амстердам. Здесь в 1697 году, сдав экзамены на звание аптекаря, он основал собственную торговлю аптекарскими товарами.
Женившись в 1698 году на дочери своего коллеги, в феврале 1700 он купил просторный дом недалеко от гавани на Харлемской насыпи (нидерл. Haarlemmerdijk), этот дом сохранился и поныне. В доме находились: магазин, семья хозяина, а также подмастерья и ученики, работавшие в аптеке. В этом доме, позднее размещались и его знаменитые коллекции, ставшие вскоре одной из достопримечательностей Амстердама.
На обогащение и организацию своего музея Себа не жалел средств. Широкие торговые связи с крупнейшими торговыми компаниями того времени и, в первую очередь, с Ост- и Вест-Индской, в значительной мере способствовали росту его музея. Есть данные, что Себа совершил одно или несколько путешествий в Вест-Индию, хотя сам он нигде не упоминает об этом. Себа вел оживленный обмен с другими нидерландскими коллекционерами: Николаем Витсеном (1641−1715), Левинусом Винцентом (1658—1727), Теодором Гюйгенсом (годы жизни не известны).
Он был лично знаком и вел активную переписку с рядом выдающихся натуралистов и врачей того времени: Фридериком Рюйшем, Германом Бургаве, Иоганном Линком (1674—1734), Якобом Теодором Клейном (1685—1750), Гансом Слоаном (1660—1753), Иоганном Шойхцером (нем. Johannes Scheuchzer) и другими. 15/28 июня 1731 года музей Себа посетил великий Линней. Себа хотел привлечь его к обработке и систематизации экспонатов своей коллекции для третьего тома своих «Тезавров», но, занятый рядом ботанических работ, Линней отказался и рекомендовал вместо себя своего друга Петра Артеди, только что закончившего свой обобщающий труд по ихтиологии, позднее изданный Линнеем. Артеди определил всех рыб из собрания Себа и сделал их описание, но трагическая смерть (он утонул в городском канале, оступившись при возвращении домой в ночное время) прервала его работу. Во время своего второго посещения Голландии в 1716—1717 годах музей Себа посетил Пётр I.
В 1722 году Себа избирается членом Болонского института, в 1727 — членом знаменитой Академии естественных курьезов в Швейнфурте, в 1728 — Королевского общества в Лондоне. По-видимому, поняв все значение своей коллекции, окруженный почетом и вниманием, Себа решил составить описание своего собрания и сопроводить его изображениями всех экспонатов. Это грандиозное сочинение «Locupletissimi rerum naturalium thesauri» («Богатейший клад природного царства») увидело свет в 1734—1765 годах в виде огромных (48,5 × 33 см) четырёх томов с 449 великолепно исполненными таблицами. Последние два тома вышли уже после смерти Себа.
2 мая 1736 года Себа скончался. Через 16 лет (14 апреля 1752 года) после его смерти наследники устроили аукцион его собрания. С этой целью ими был издан каталог, который был разослан по научным учреждениям Европы, а также многим коллекционерам. В результате вся коллекция была продана за 24 440 голландских гульденов.

## Итоги научной деятельности
Будучи учёным-дилетантом, Себа оставил после себя немного трудов. Основной труд — это его знаменитые «Thesauri», навсегда вошедшие в историю систематической зоологии. Помимо этого, им опубликовано ещё три небольших статьи: о коричном дереве и торговле корицей, об экзотических лекарственных средствах и о препаровке растений.
Отдавая должное заслугам Себа перед систематической зоологией, специалисты разных её разделов увековечили его имя во многих названиях животных, используя его фамилию в качестве видового названия. Известный номенклатурный справочник Ч. Д. Шерборна (1861—1942) приводит 39 видовых названий животных разных классов, названных в честь Альберта Себа.

Иллюстрации из «Thesaurus»
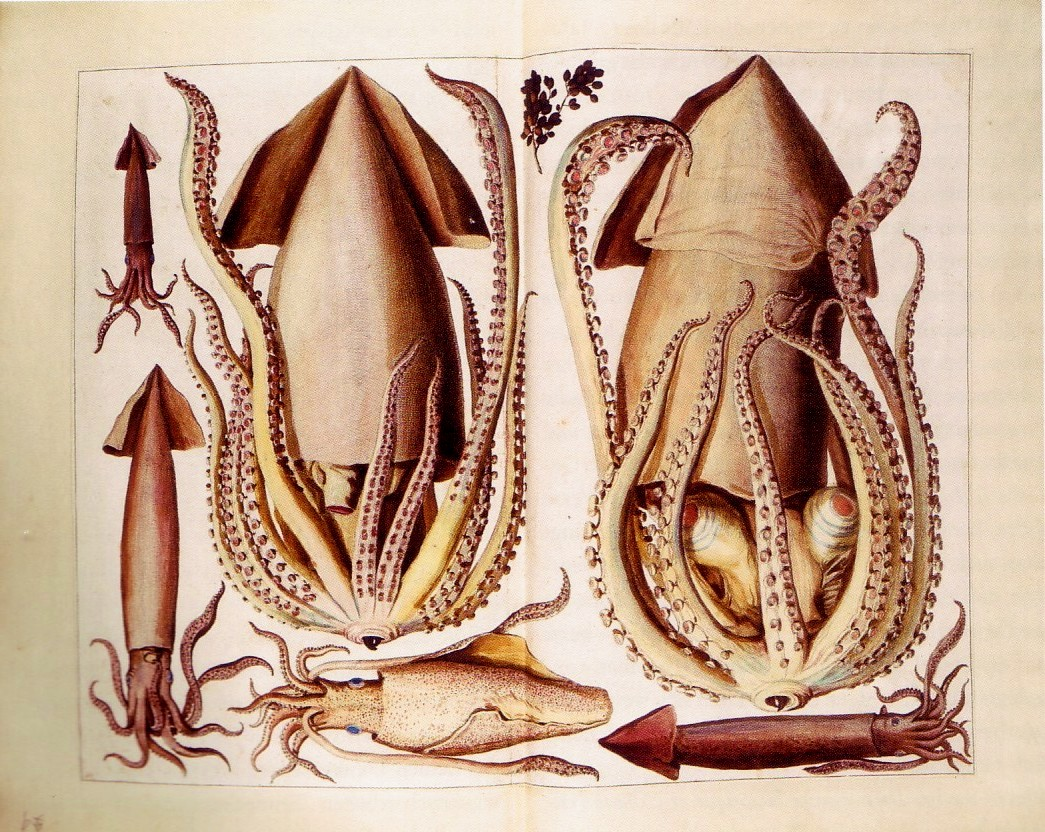
Кальмары.
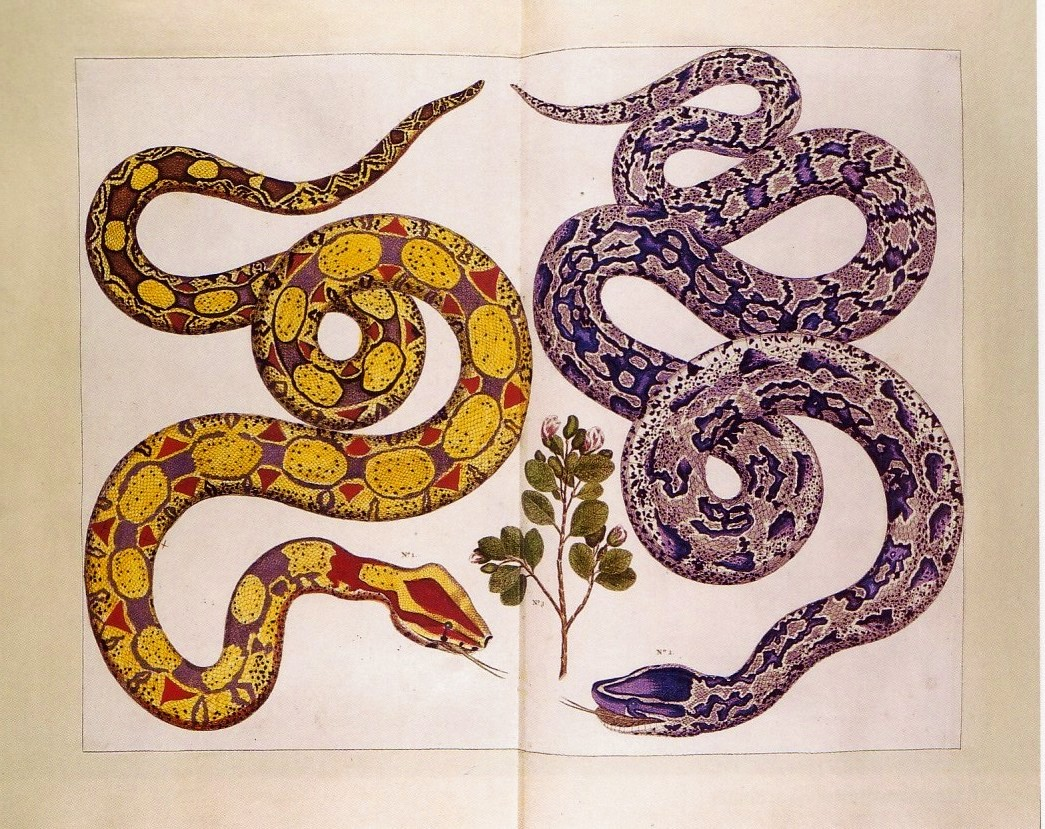
Змеи.
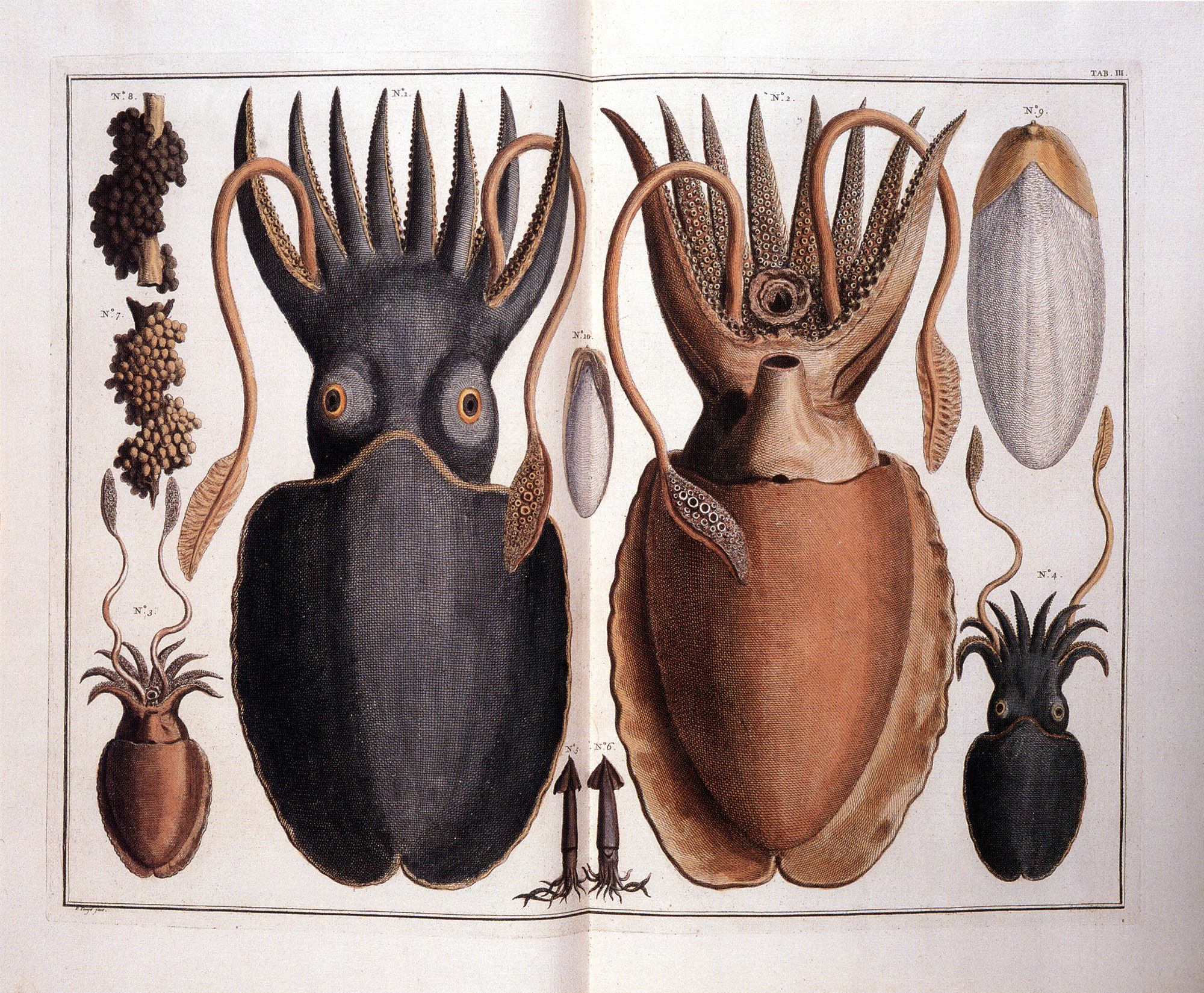
Моллюски.
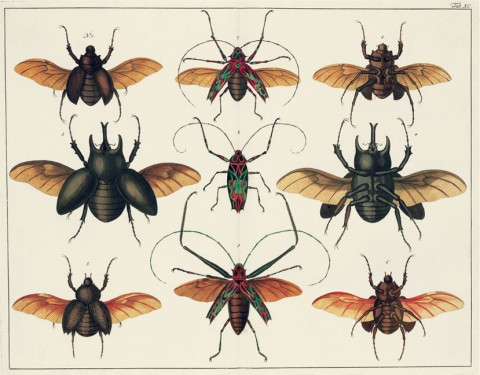
Насекомые.